# Straßberg (Harz)
Straßberg is een plaats en voormalige gemeente in de Duitse deelstaat Saksen-Anhalt, en maakt deel uit van de Landkreis Harz.
Straßberg telt 777 inwoners.